# Lillsjön (Sjötofta socken, Västergötland, 636266-134859)
Lillsjön är en sjö i Tranemo kommun i Västergötland och ingår i Ätrans huvudavrinningsområde.